# Wenn’s keine Musikanten gäbe
Wenn’s keine Musikanten gäbe (Kdyby ty muziky nebyly) ist ein 1963 gedrehter Kurzfilm von Miloš Forman. Darin treten zwei Darsteller auf, die in seinen späteren Langspielfilmen wiederholt zu sehen waren, Jan Vostrčil und Vladimír Pucholt.

## Handlung
Zu Beginn versuchen einige Burschen, mit ihren Motorrädern den Mädchen zu imponieren. Sie fahren ein Rennen im Gelände. Anschließend zeigt Forman abwechselnd die Proben zweier tschechische Volksmusik spielender Blaskapellen, bei der jeweils einer der Burschen als Trompeter mitwirkt.
Als beide Kapellen an einem Sonntag unbezahlt am Kapellenwettkampf in Kolín auftreten, befinden sich die beiden Burschen in den Zuschauerrängen eines professionellen Motorradrennens. Beide werden dafür ausgeschlossen. Einer der Kapellmeister hält eine Durchhalterede für das Überleben der traditionellen Volksmusik, weil sich die Jugend anderen Beschäftigungen zuwendet. Die beiden entlassenen Burschen kommen bei der jeweils anderen Kapelle unter.

## Hintergrund
Miloš Forman verstand die Schlusspointe, dass die beiden Burschen nur die Plätze tauschen, als einen Triumph über das System. Anlass für die Entstehung dieses Kurzfilms war die Schwierigkeit, Formans zuvor gedrehten Film Wettbewerb in einer geeigneten Form in die Kinos zu bringen. Wenn’s keine Musikanten gäbe war als Ergänzung dazu projektiert und Forman arbeitete nur nebenbei an diesem Film: „Ich widmete ihm weniger Sorgfalt als meinen übrigen Filmen.“ Die beiden Filme wurden am Stück gezeigt.